# Лантана (футбольний клуб)
«Лантана» (ест. FC Lantana) — естонський футбольний клуб з міста Таллінн. Чемпіон Естонії 1995/96 та 1996/97 року. Розформований в 1999 році.

## Виступи клубу в єврокубках
- 1Q = перший кваліфікаційний раунд
- 2Q = другий кваліфікаційний раунд
- Q = кваліфікаційний раунд

| Сезон   | Турнір         | Раунд | Країна    | Клуб              | Рахунок  |
| ------- | -------------- | ----- | --------- | ----------------- | -------- |
| 1993-94 | Кубок кубків   | Q     | Норвегія  | Ліллестрьом       | 0-4, 1-4 |
| 1995-96 | Кубок кубків   | Q     | Латвія    | ДАГ-Лієпая        | 0-3, 0-0 |
| 1996-97 | Кубок УЄФА     | 1Q    | Ісландія  | Вестманнаейя      | 2-1, 0-0 |
|         |                | 2Q    | Швейцарія | Арау              | 0-4, 2-0 |
| 1997-98 | Ліга чемпіонів | 1Q    | Фінляндія | Джаз              | 0-1, 0-2 |
| 1998-99 | Кубок кубків   | Q     | Шотландія | Хартс             | 0-1, 0-5 |
| 1999-00 | Кубок УЄФА     | 1Q    | Грузія    | Торпедо (Кутаїсі) | 0-5, 2-4 |

## Досягнення
- Чемпіон Естонії (2): 1995/96, 1996/97
- Срібний призер Чемпіонату Естонії (1): 1994/95
- Бронзовий призер Чемпіонату Естонії (4): 1992/93, 1993/94, 1997/98, 1998
- Володар Кубку Естонії (1): 1992/93
- Фіналіст Кубку Естонії (3): 1994/95, 1996/97, 1997/98
- володар Суперкубку Естонії (1): 1997
- Фіналіст Суперкубку Естонії (1): 1996